# Кавакурта
Кавакурта (итал. Cavacurta) је насеље у Италији у округу Лоди, региону Ломбардија.
Према процени из 2011. у насељу је живело 791 становника. Насеље се налази на надморској висини од 62 м.

## Становништво
| 1936. | 1951. | 1961. | 1971. | 1981. | 1991. | 2001. | 2011. |
| ----- | ----- | ----- | ----- | ----- | ----- | ----- | ----- |
| 1.245 | 1.325 | 1.067 | 749   | 707   | 738   | 868   | 853   |